# Heinkel He 115
«Гейнкель» He 115 (нім. Heinkel He 115) — німецький поплавковий гідролітак розробки компанії Heinkel, що перебував на озброєнні Люфтваффе за часів Другої світової війни. Використовувався переважно в ролі торпедоносця, бомбардувальника та розвідувального літака для ведення морської розвідки.

## Історія

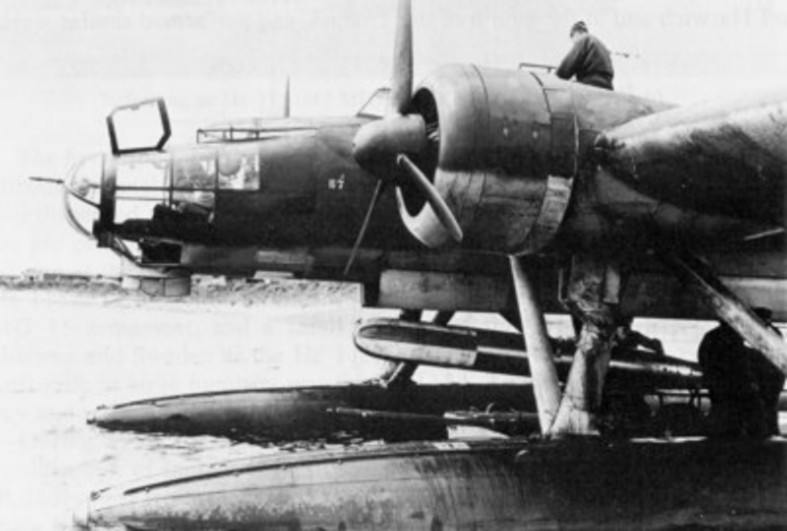
He 115 з підвішеною торпедою.

На початку 1935 року Технічний департамент Імперського міністерства авіації розробив вимоги для багатоцільового гідролітака, що мав замінити He 59. Технічне завдання було направлено фірмам Hamburger Fluezuegbau, дочірній компанії Blohm + Voss, і Ernst Heinkel Fluezeugwerke, яким пропонувалося розробити двомоторний двопоплавковий моноплан з високими аеродинамічними якостями. Офіційне замовлення було оформлено 1 листопада 1935 року, що призвело до розробки двох літаків На 140 і He 115.
У серпні 1937 року піднявся в повітря перший дослідний зразок He 115V-1 (D-AEHF), який являв собою суцільнометалевий середньоплан з однокілевим оперенням і двопоплавковим шасі, з двигуном BMW 132K. В листопаді на випробування надійшов He 115V-2 (D-APDS) з капотами NACA, подвійним керуванням і зміненою конструкцією носової частини фюзеляжу. Порівнявши характеристики прототипів На 140 і He 115 вибір німецького керівництва Люфтваффе зупинився на користь останнього.
На початку 1938 року Імперське міністерство авіації замовило 10 передсерійних машин, еталоном для яких послужив He 115V-3 (D-ABZV) з повністю перепроектованою носовою частиною фюзеляжу, подовженою кабіною і невеликими доробками планера.
У серпні 1938 року, випустивши установчу серію He 115А-0, практично повністю ідентичну V-3, фірма Heinkel одержала замовлення на 12 літаків від Швеції. Одночасно RLM розпорядилося почати серійне виробництво для Люфтваффе і з січня 1939 року до стройових частин почали надходити He 115А-1 у варіанті чистого торпедоносця зі збереженням можливості підвіски бомб. Експортна модель He 115А-2 для шведських ПС відрізнялася тільки обладнанням, бомбоприцілом і озброєнням. Після ряду доробок, що призвели до заміни радіоустаткування і механізму скидання бомб, літак отримав позначення He 115А-3.

## Основні модифікації
- He 115А — оснащувався двигунами BMW 132K з потужністю 960 к.с. Захисне озброєння складалось з двох 7,92 мм кулеметів MG 15 в носовій і верхній турелях. Міг переносити одну торпеду або 3 250 кг бомби. Екіпаж складався з 3 осіб. (31 екз.)
- He 115B — було посилено конструкцію і збільшено паливні баки. Максимальне бомбове навантаження — 1250 кг. (122 екз.)
- He 115C — додано нижню вогневу точку з 7,62 мм кулеметом MG 15, а також 2 7,92 мм. MG 17 в гондолах двигунів, що могли стріляти назад. Також додано курсове озброєння. (67 екз.)
  - He 115C-1 — курсове озброєння — 15 мм кулемет MG 151
  - He 115C-2 — курсове озброєння — 20 мм гармата MG FF

## Технічні характеристики

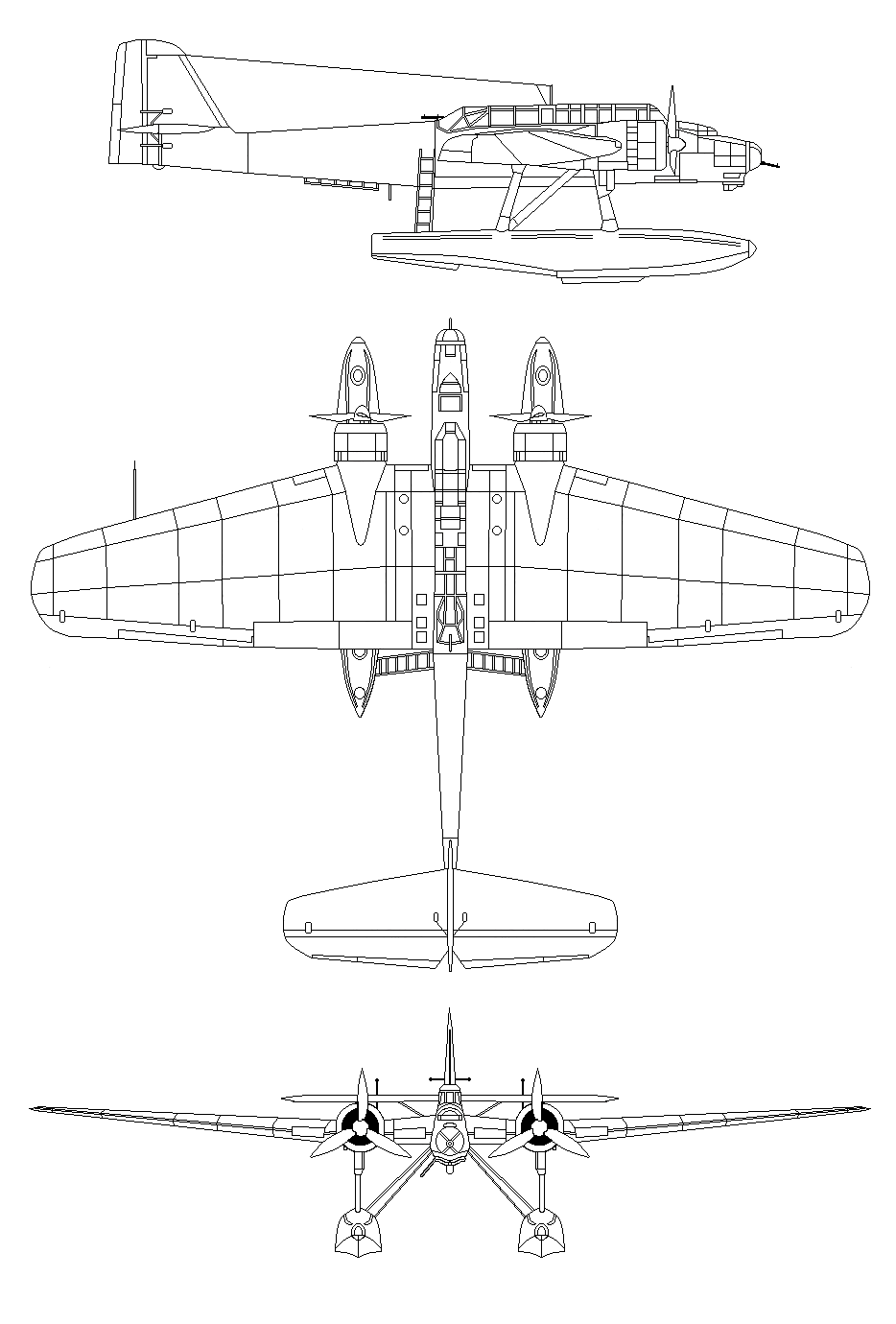
Схематичне зображення гідролітака «Гейнкель» He 115

|                         | He 115B-1             | He 115C-1    |
| ----------------------- | --------------------- | ------------ |
| Довжина                 | 17,3 м                | 17,3 м       |
| Висота                  | 6,57 м                | 6,57 м       |
| Розмах крил             | 22,3 м                | 22,3 м       |
| Площа крил              | 86,8 м²               | 86,8 м²      |
| Маса пустого            | -                     | 6880 кг      |
| Максимальна злітна маса | 10 400 кг             | 10 690 кг    |
| Потужність двигунів     | 2 × 960 к. с.         | 2 × 960 к.с. |
| Максимальна швидкість   | 327 км/год            | 300 км/год   |
| Максимальна дальність   | 2100 км               | 2800 км      |
| Практична стеля         | 5200 м                | -            |
| Швидкість підйому       | на 2000 м. - 11,4 хв. | -            |

## Історія використання

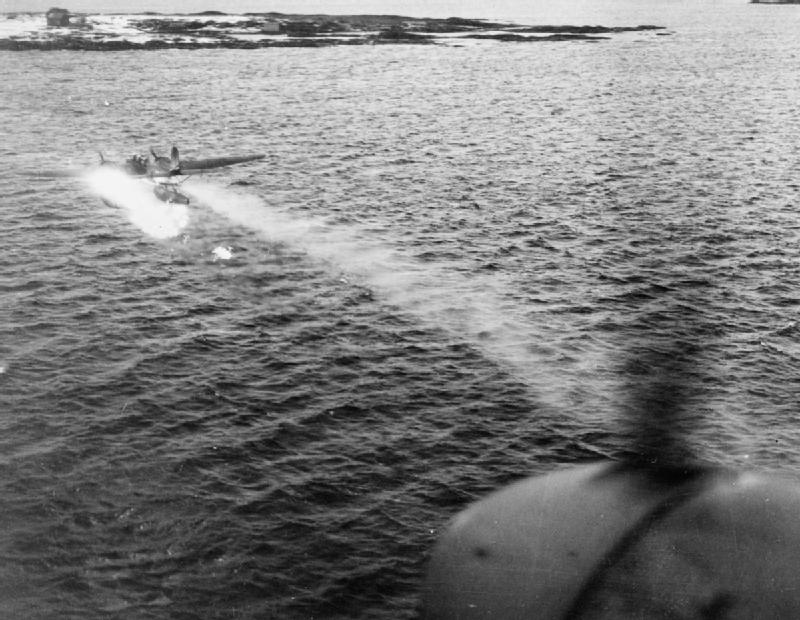
Підбитий He 115 поблизу Норвегії.

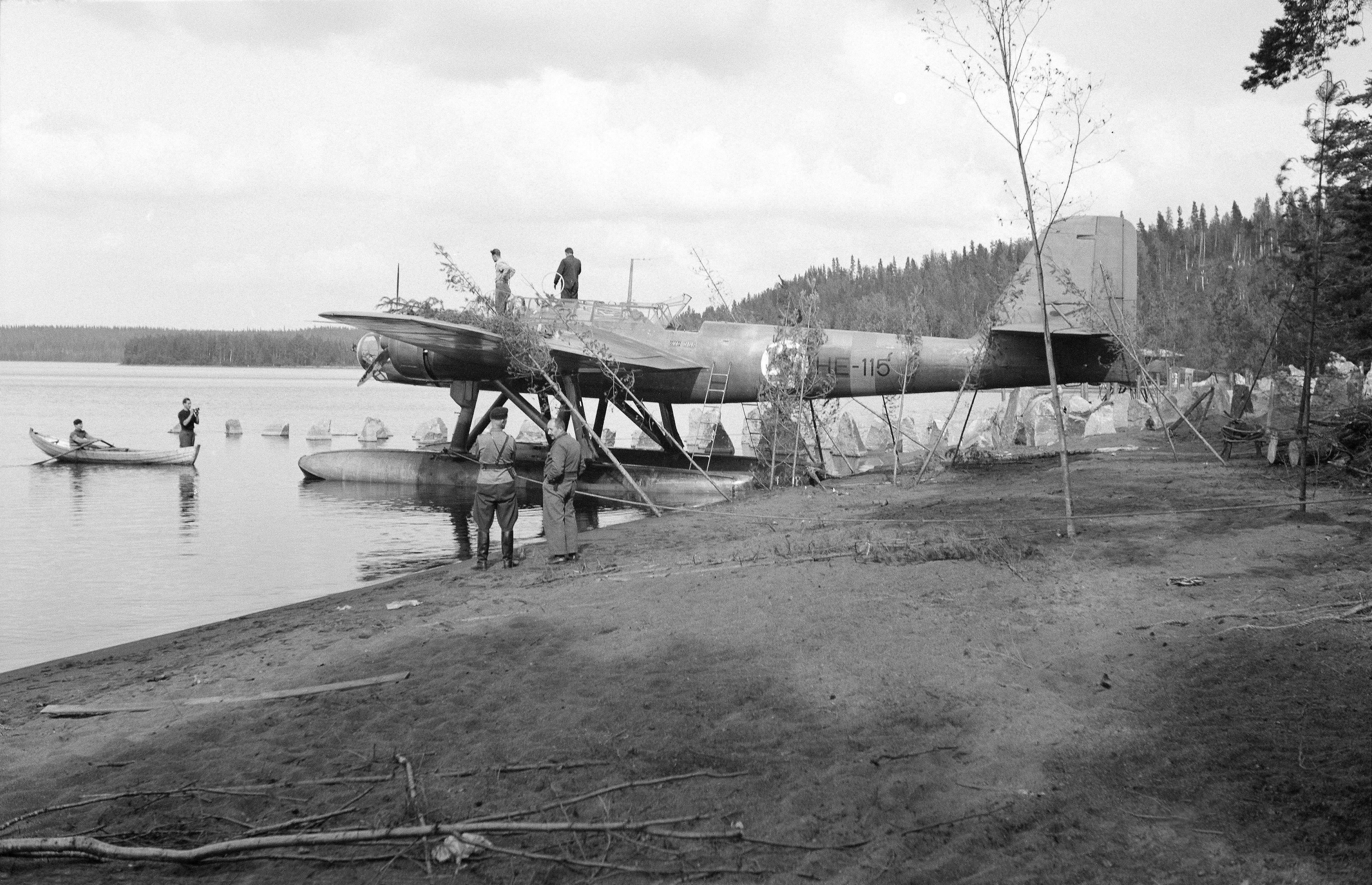
He 115 фінських ВПС

Станом на початок війни в Люфтваффе було тільки 8 літаків He 115, які знаходились на озброєнні авіазагону I/Ku.Fl.Gr 106 і з перших днів війни залучались до патрулювання і встановлення мін. 25 вересня вони вперше були задіяні в атаці на британський корабель, але атака не була успішною. До травня 1940 He 115 вже стояли на озброєнні в 6 загонах. Під час операції «Везерюбунг» вони здебільшого використовувались як зв'язкові і транспортні. Згодом вони використовувались для патрулювання і епізодичних атак кораблів. До кінця 1940 року було повністю озброєно авіагрупу Ku.Fl.Gr 506, ще чотири авіазагони з цими літаками були в інших авіагрупах.
На початку 1942 року в Норвегії був розміщена авіагрупа Ku.Fl.Gr 906, He 115 якої засік конвой PQ 17, а 3 липня 1942 року торпедою потопив корабель цього конвою Christopher Newport. He 115 Люфтваффе використовувались, як патрульні і рятувальні до осені 1944 року.
Швеція отримала 12 літаків He 115A-2 в червні-жовтні 1939 року, які ввійшли в флотилію F2 під позначенням T2.
Норвегія мала 6 He 115A-2, які використовувались для бомбардувань німецьких військ. Після капітуляції Норвегії, 3 He 115 перелетіли до Британії де були включені в Королівські ВПС. 
Ще один норвезький He 115 опинився в Фінляндії, де його було включено в групу Lelv 15, і залучався до патрулювань. На початку 1943 року Німеччина передала Фінляндії ще два He 115С.